# Hurezani
Hurezani es una comuna ubicada en el distrito de Gorj, Rumania.

## Superficie
Cuenta con una superficie de 38,39 kilómetros cuadrados.

## Demografía
Hasta 2021 la población era de 1549 habitantes, con una densidad de población de 40,35 habitantes por kilómetro cuadrado.